# Negro de eriocromo T
El negro de eriocromo T (NeT) es un indicador metalcrómico o complexométrico que forma parte de las valoraciones complexométricas, por ejemplo, en el proceso de determinación de la dureza del agua. Es un colorante azoico. Eriocromo es una marca comercial de Huntsman Petrochemical, LLC.
En su forma protonada, el negro de eriocromo T es azul. Se vuelve rojo cuando se forma un complejo con el calcio, magnesio, u otros iones metálicos, que desplazan al protón.

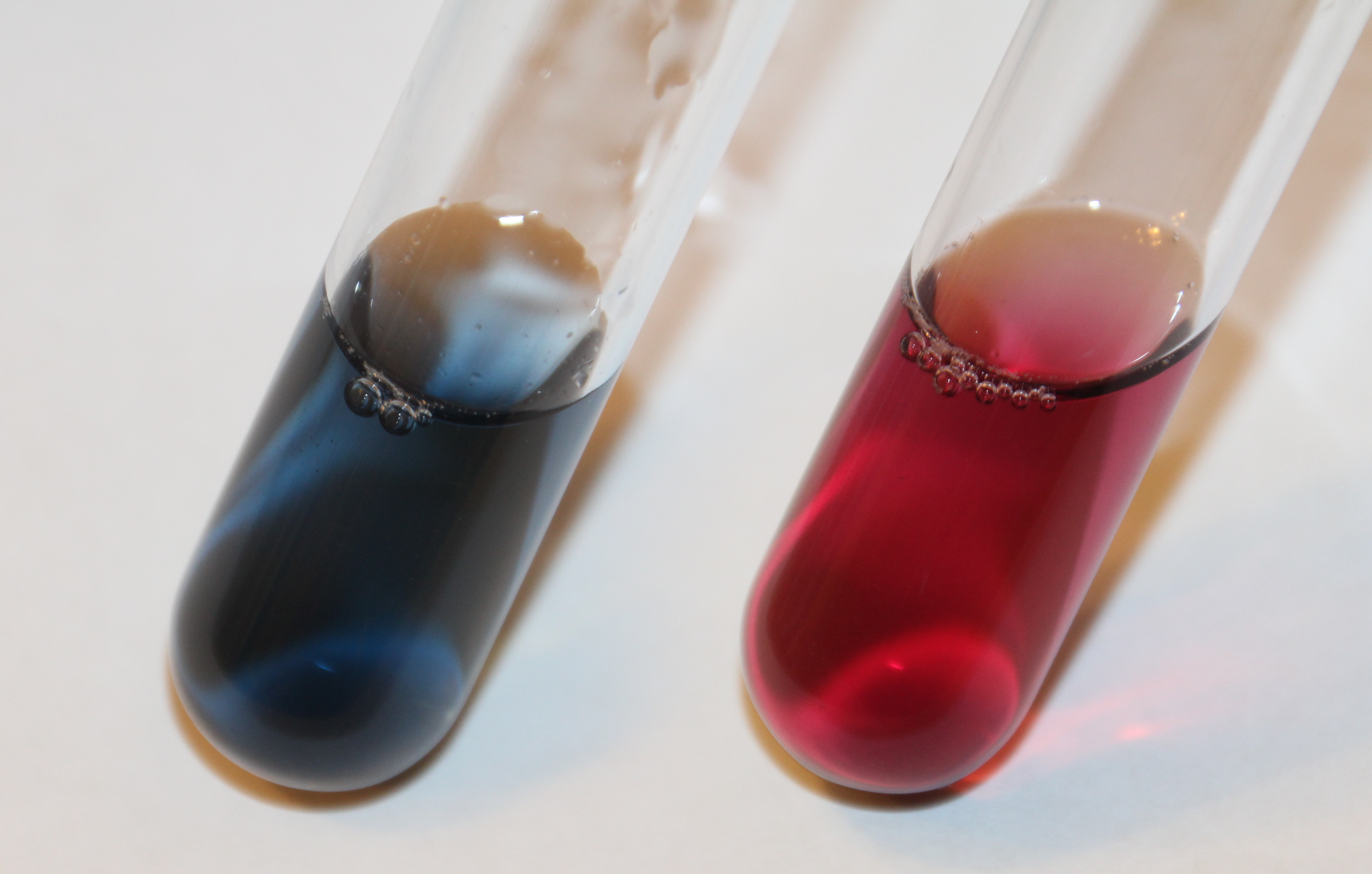
El negro de eriocromo T en disolución tampón a pH 10 cambia a rojo cuando se adicionan iones de Ca^{2+}.

## Aplicaciones
Cuando se utiliza como un indicador en la valoración complexométrica con EDTA el punto final azul característico se reconoce cuando se añade suficiente EDTA y los iones metálicos unidos al indicador son quelados por EDTA, dejando la molécula de indicador libre.
Las disoluciones acuosas de Negro de eriocromo T son de color burdeos a un pH de 6,3. El ácido sulfónico se desprotona aquí y los grupos hidroxi se protonan. Mediante la adición de bases, los dos grupos hidroxi se desprotonan en etapas y la solución primero se vuelve azul profundo (dianion). Si el pH se incrementa aún más, se produce un cambio de color a naranja a pH 11.5 (trianión). Este indicador aniónico forma ahora con el metal divalente un complejo débil de color púrpura, que por adición de un agente complejante fuerte, como el EDTA, se destruye de nuevo. El negro de eriocromo T se usa a menudo como un indicador mixto con anaranjado de metilo para crear un mayor contraste en el punto de transición. De este modo, se produce el cambio de color de rojo sobre un tono intermedio gris a verde.
Estructura de Eriochrome Black T a diferentes pH y el complejo metálico correspondiente
El negro de eriocromo T tiene otras aplicaciones. Se puede utilizar para medir la dureza del agua (concentración de iones de calcio y magnesio). También se ha utilizado para detectar la presencia de metales de tierras raras
En algunas de sus aplicaciones como indicador complexométrica se utiliza disuelto en trietanolamina.